# 989년

## 연호
- 북송(北宋) 단공(端拱) 2년
- 요(遼) 통화(統和) 7년
- 일본(日本) 에이엔(永延) 3년 / 에이소(永祚) 원년
- 전 레 왕조(前黎朝) 흥통(興統) 원년

## 기년
- 북송(北宋) 태종(太宗) 14년
- 요(遼) 성종(聖宗) 8년
- 고려(高麗) 성종(成宗) 8년
- 전 레 왕조(前黎朝) 대행제(大行帝) 10년